# Пьейр де Мандьярг, Андре
Андре Пьейр де Мандьярг (фр. André Pieyre de Mandiargues; 14 марта 1909, Париж, Франция — 13 декабря 1991, Париж) — французский поэт, прозаик, драматург, близкий к сюрреализму.

## Краткая биография и творчество
Из кальвинистской семьи. Много путешествовал, собрал коллекцию эротического искусства (она легла в основу документального фильма Валериана Боровчика, 1973). Был близок к кругу журнала «La Nouvelle Revue française», дружил и переписывался с Жаном Поланом, Леонор Фини, Анри Мишо. Автор эссе о литературе и искусстве (Арчимбольдо, Сугаи Куми, Беллмер и др.). Переводчик Йейтса, Савинио, Паса, Мисимы.
Его книга «Feu de braise» (1959) была опубликована в 1971 году в английском переводе Эйприл Фитцлион под названием «Огонь под пеплом» (Blaze of Embers, Calder and Boyars, 1971).
Особенной популярностью пользовалась его книга «Мотоцикл» (1963), впоследствии адаптированная для фильма 1968 года «Девушка на мотоцикле», в котором снялась молодая Марианна Фейтфул.
Жена — художница Бона Тибертелли (1926—2000), племянница известного итальянского художника Филиппо де Пизиса.

## Признание
В 1967 году получил Гонкуровскую премию за роман La Marge. В 1979 году стал лауреатом Большой поэтической премии Французской Академии.
Именем де Мандьярга названа улица в XIII округе Парижа.

## Избранные произведения
- Le Musée noir (1946)
- Soleil des loups (1951)
- L’Anglais décrit dans le château fermé (1953, под псевдонимом)
- Marbre (1953)
- Le Lis de mer (1956)
- Le Belvédère, эссе (1958)
- Feu de braise (1959)
- La motocyclette (1963, экранизирован в 1968)
- La Marge (1967, Гонкуровская премия, экранизирован в 1976 году Валерианом Боровчиком)
- Tout disparaîtra (1987, экранизирован В. Боровчиком в 1987 году)
- Monsieur Mouton (1995, посмертно)

С его предисловием выходили сочинения Пьера Луиса, эротический роман «История О».

## Публикации на русском языке
- Огонь под пеплом / Пер. А. Васильковой. — М.: Текст, 1998. — 157 с.
- Морская лилия: Роман, рассказы / Пер. И. Волевич и др. — М.: МИК, 1998. — 176 с.
- Портрет англичанина в запечатанном замке: Роман / Пер. В. Щеглова. — М.: Русская Лютеция, 2007. — 141 с.